# Doina Ruști
Doina Ruști née le 15 février 1957 à Comoșteni est une romancière et scénariste roumaine,.

## Biographie
Doina Ruști a grandi dans un village dans le sud de la Roumanie avec ses parents enseignants dans un Roumanie communiste. À onze ans, son père est assassiné dans des circonstances mystérieuses, qui n'ont pas été élucidées à ce jour. C'est dans cet univers d'insécurité, d’oppression et de chaos qu'elle puise l’inspiration pour son roman Le Fantôme du Moulin.
Doina Ruști vit à Bucarest et est professeur à l'université nationale d'art théâtral et cinématographique Ion Luca Caragiale.

## Romans
- (ro) Logodnica, Polirom, 2017
- (ro) Mâța Vinerii
- (ro) Lizoanca la 11 ani (ro), 2009
- (ro) Manuscrisul fanariot (ro), 2015
- (ro) Zogru (ro), 2006
- (ro) Mămica la două albăstrele, 2013
- (ro) Patru bărbați plus Aurelius, 2011
- (ro) Cămașa în carouri și alte 10 întâmplări din București, 2010
- (ro) Lizoanca, 2009
- (ro) Fantoma din moară (ro), 2008
- (ro) Zogru, 2006
- (ro) Omulețul roșu, 2004

## Prix littéraires
- Prix de l'Union des écrivains de Roumanie, 2008 ;
- Prix de l'Académie roumaine, 2009 ;
- Prix de l'Association des écrivains de Bucarest, 2006.